# ランド・オブ・オズ
- ユニバーサル・パークス&リゾーツ > ユニバーサル・スタジオ・ジャパン > ランド・オブ・オズ
- オズの魔法使い > ランド・オブ・オズ

ランド・オブ・オズ（英: Land of OZ）は、ユニバーサル・スタジオ・ジャパンに存在したエリアの1つである。

## 概要
1900年にライマン・フランク・ボームが発表した『オズの魔法使い』の世界を、パークならではのスケールで再現したエリアである。
2006年5月7日にクローズした「ウエスタン・エリア」の後身のエリアとして同年7月12日にオープンし、2011年2月15日にクローズした。後身のエリアとして、本エリアの跡地と「スヌーピー・スタジオ」に「ユニバーサル・ワンダーランド」が2012年3月16日にオープンした。

## 施設

### アトラクション

#### ウィケッド
ウィケッド（Wicked）エメラルドシアターにて上演されていたミュージカルである。2011年1月10日、「ランド・オブ・オズ」エリアクローズに先立ち終演した。

#### トト&フレンズ
| トト&フレンズ TOTO & FRIENDS | トト&フレンズ TOTO & FRIENDS |
| ---------------------------- | ---------------------------- |
| オープン日                   | 2006年7月12日                |
| クローズ日                   | 2011年2月15日                |
| タイプ                       | ショー・アトラクション       |
| 所要時間                     | 約25分                       |
| 定員                         | 約1600人                     |

トト&フレンズ（TOTO & FRIENDS）は、エメラルドシティに向かう途中、迷子になってしまった愛犬トトを探しているうちに、魔法の果樹園に迷い込んでしまったドロシーとカカシたちによるアニマルショーである。

#### マジカル・オズ・ゴーラウンド
| マジカル・オズ・ゴーラウンド Magical Oz-Go-Round | マジカル・オズ・ゴーラウンド Magical Oz-Go-Round |
| ------------------------------------------------ | ------------------------------------------------ |
| オープン日                                       | 2007年7月19日                                    |
| クローズ日                                       | 2011年2月15日                                    |
| タイプ                                           | ライド・アトラクション（メリーゴーラウンド）     |
| 所要時間                                         | 約2分                                            |
| 定員                                             | 71名                                             |

マジカル・オズ・ゴーラウンド（Magical Oz-Go-Round）は、かつて存在したメリーゴーランド形式のライド・アトラクション。映画『オズの魔法使い』をモチーフとしたメリーゴーラウンドである。
パーク開業以来初となるメリーゴーラウンド形式のライド・アトラクションである。「ランド・オブ・オズ」の世界観にあわせ、緑色とゴールドを基調にデザインされており、屋根と柱に直径約90cmの巨大なエメラルド32個がちりばめられている。屋根にはゴールドの「OZ（オズ）」のシンボルが設置されている。直径約15ｍ、高さ約9ｍのアトラクションに設置されたライドは、1人乗りのアニマルキャラクター14種類（シマウマ、ウサギ、クマ、パンダ、ダチョウ、ヤギ、カエル、ネコ、キリン、ニワトリ、ブタ、ウマ2種、冠をかぶったゾウ）、4人乗りシャリオット1種類（カカシ、ブリキのきこり、ライオンがデザインされたベンチシート型乗り物）が計56台あり、音楽に合わせてくるくると回りながら上下に動く（キリン、ニワトリ、シャリオットは上下に動かない）。身長制限はなく、小さなゲストも体験することができる。日没後は、取り付けられた2,000個を超える電飾が光り、日中とは違った雰囲気の中を楽しむことができる。
本アトラクションのオープンを記念して、ショップ「マンチキン・マーケット」では動物たちがデザインされたキッズＴシャツが7月中旬より販売された。またレストラン「マンチキン・キッチン」では、イチゴのムースにメロンクリームとパステルカラーのトッピングが特徴の「メリーゴーランドのムース」が7月11日より販売された。
2011年2月15日より「ランド・オブ・オズ」エリアクローズに伴い終了し、2012年3月16日からテーマやデザインが変更され「ビッグバードのビッグトップ・サーカス」としてそのまま再利用された。

### レストラン

#### マンチキン・キッチン
マンチキン・キッチン（Munchkin Kitchen）は、マンチキン村のタウンホールをイメージしたレストランである。

### ショップ

#### マンチキン・マーケット
マンチキン・マーケット（Munchkin Market）は、映画『オズの魔法使い』、ミュージカル『ウィケッド』のグッズを取り扱っていたショップである。